# 山川菊榮
山川菊荣（日语：山川 菊栄，1890年11月3日—1980年11月2日），日本剧作家、活动家、社会主义女权主义，促进日本现代女权主义的发展。本名森田菊荣，生于东京麹町，丈夫为共产主义革命家山川均。